# Zygophyllum fabagoides
Zygophyllum fabagoides är en pockenholtsväxtart som beskrevs av Mikhail Grigoríevič Popov. Zygophyllum fabagoides ingår i släktet Zygophyllum och familjen pockenholtsväxter. Inga underarter finns listade i Catalogue of Life.